# Pteropus intermedius
Pteropus intermedius е вид бозайник от семейство Плодоядни прилепи (Pteropodidae).

## Разпространение
Видът е разпространен в Мианмар и Тайланд.